# Костиков, Вячеслав Васильевич
Вячесла́в Васи́льевич Ко́стиков (род. 24 августа 1940 года, Москва) — советский и российский государственный деятель, дипломат, журналист и писатель.

## Биография
В 1958—1961 годах работал токарем. В 1960—1991 годах — член КПСС.
В 1966 году окончил факультет журналистики МГУ имени М. В. Ломоносова. Свободно владеет английским и французским языками.
В 1966—1967 годах — переводчик с английского языка в Индии.
В 1967 года становится политическим обозревателем Агентства печати «Новости» (АПН).
В 1968 году окончил журналистский курс в Шеффилдском университете (Великобритания).
В 1972 году окончил Академию внешней торговли по специальности «экономист-международник».
С 1972 по 1978 год — сотрудник отдела информации Секретариата ЮНЕСКО в Париже.
С 1978 по 1982 год — редактор, политический обозреватель АПН.
С 1982 по 1988 год — редактор отдела информации Секретариата ЮНЕСКО в Париже.
С 1988 по 1992 год — редактор, политический обозреватель АПН.
С 1992 по 1995 год — пресс-секретарь президента Российской Федерации.
С 26 мая 1995 по 19 сентября 1996 года — представитель Российской Федерации при Ватикане и при Мальтийском ордене по совместительству. Подал в отставку после скандала, вызванного сообщением о написании им документальной книги о работе с президентом Б. Н. Ельциным.
В то же время работал над фильмом о русской эмиграции «Не будем проклинать изгнание».
В 1996 году становится президентом группы «МДМ», сформированной банком «Московский деловой мир».
В 1997—2002 годах — заместитель генерального директора холдинга «Медиа-Мост» по связям с общественностью.
В настоящее время — директор центра стратегического планирования «Аргументы и Факты» (Москва).

## Дипломатический ранг
Чрезвычайный и полномочный посол (26 мая 1995)

## Награды
- Орден Дружбы (5 марта 2014) — за достигнутые трудовые успехи, значительный вклад в социально-экономическое развитие Российской Федерации, заслуги в гуманитарной сфере, укреплении законности и правопорядка, реализации внешнеполитического курса Российской Федерации, многолетнюю добросовестную работу и активную общественную деятельность[6].
- Благодарность президента Российской Федерации (25 сентября 2018) — за заслуги в развитии средств массовой информации и многолетнюю плодотворную деятельность[7].
- Премия Правительства Российской Федерации в области печатных средств массовой информации (30 ноября 2009)[8].

## Сочинения
- Костиков В. В. Наследник. — М.: Советский писатель, 1985
- Костиков В. В. Мистраль. — М.: Международные отношения, 1988
- Костиков В. В. Мосты на левый берег. — М.: Московский рабочий, 1988
- Костиков В. В. Блеск и нищета номенклатуры. — М.: Правда, 1989. — 48 с. (Библиотека «Огонёк»)
- Костиков В. В. Не будем проклинать изгнанье… (Пути и судьбы русской эмиграции) / Оформление художника А. Г. Антонова. — М.: Международные отношения, 1990. — 464 с. — 100 000 экз. — ISBN 5-7133-0207-5. (в пер.)
- Костиков В. В. Вернисаж. — М.: Советский писатель, 1990.
- Костиков В. В. Сумерки свободы. — М.: Огонек, 1991. — 48 с. (Библиотека «Огонёк»).
- Костиков В. В. Диссонанс Сирина. — М.: Новости, 1992.
- Костиков В. В. Диссонанс Сирина. — М.: ИПФ «Россия», 1993.
- Костиков В. В. Последний пароход. — М.: Международные отношения, 1993\
- Костиков В. В. Не будем проклинать изгнанье… (Пути и судьбы русской эмиграции). — 2-е, доп.. — М.: Международные отношения, 1994. — 526 с. — 1000 экз.
- Костиков В. В. Дни лукавы. — М.: Художественная литература, 1995.
- Костиков В. В. Роман с президентом. — М.: Вагриус, 1997. — 352 с. — 15 000 экз. — ISBN 5-7027-0459-2. (в пер.)